# Cleo Berry

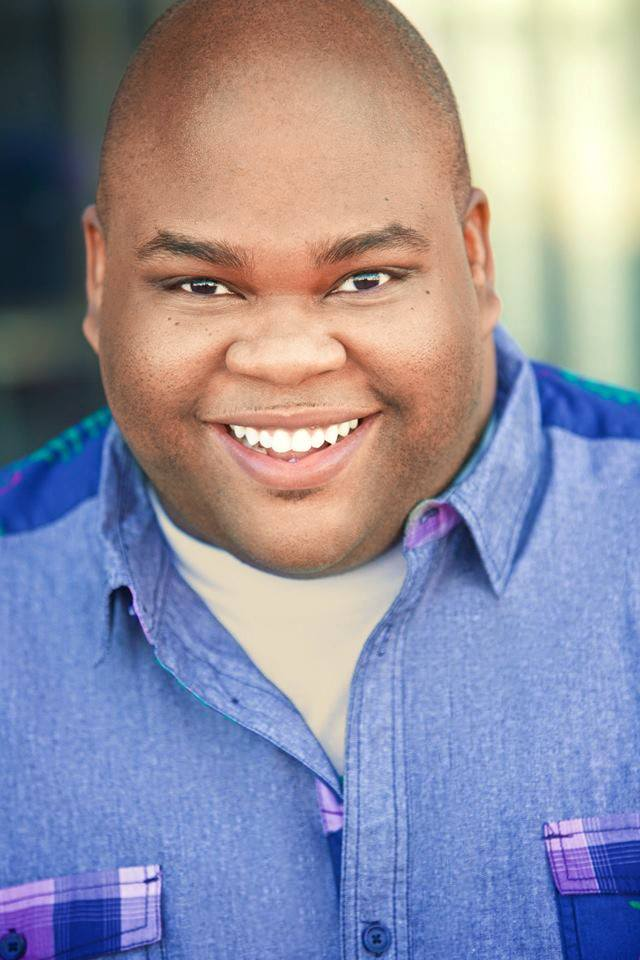
Cleo Berry (2015)

Cleo Berry (* 10. Februar 1984 in Little Rock, Pulaski County, Arkansas) ist ein US-amerikanischer Schauspieler und Musicaldarsteller.

## Leben
Berry wurde am 10. Februar 1984 in Little Rock geboren. Mit 18 Jahren zog er nach New York City, wo er schließlich eine Ausbildung zum Schauspieler an der American Musical and Dramatic Academy absolvierte. Er machte seinen Abschluss 2004. Als Musicaldarsteller zeichnet er sich durch seinen Tenorgesang aus. Erste Filmrollen als Nebendarsteller erhielt er 2008 in Vaaranam Aayiram und 2009 in Mow Crew. 2011 hatte er neben einer Episodenrolle in der Fernsehserie Dr. House eine Reihe von Besetzungen in Kurz- und Spielfilmen, unter anderen im Film 200 MPH.
Anfang 2012 erschien in New York City eine Werbekampagne des New York City Department of Health and Mental Hygiene, um auf die Gefahren Diabetes hinzuweisen. Abgebildet wurde Berry, dem mittels Photoshop ein Bein wegretuschiert wurde, um den Eindruck zu vermitteln, dass sein Übergewicht dazu führte, dass ein Bein amputiert werden musste. Die Bilder entstanden gegen eine Gage von 500 US-Dollar wesentlich früher und wurden ohne die Erlaubnis des Schauspielers in diesem Zusammenhang verwendet. Als Schauspieler erhielt er im selben Jahr eine Episodenrolle in der Fernsehserie Hollywood Heights.
2013 folgten Besetzungen in je einer Episode der Fernsehserie Monday Mornings und Crash & Bernstein. 2015 übernahm er mit der Rolle des Gilbert im Horrorfilm Killer Beach eine der Hauptrollen. Von 2016 bis 2017 stellte er in der Fernsehserie School of Rock die Rolle des Randall dar. In den folgenden Jahren wirkte er überwiegend als Darsteller in einzelnen Episoden verschiedener Fernsehserien mit.

## Filmografie (Auswahl)
- 2008: Vaaranam Aayiram
- 2009: Mow Crew
- 2011: Dr. House (House, M.D., Fernsehserie, Episode 7x16)
- 2011: 200 MPH (200 M.P.H.)
- 2011: Supremacy (Kurzfilm)
- 2011: Zombie Apocalypse (Fernsehfilm)
- 2011: The Strongest Man on Earth (Kurzfilm)
- 2012: Hollywood Heights (Fernsehserie, Episode 1x73)
- 2013: Monday Mornings (Fernsehserie, Episode 1x10)
- 2013: Crash & Bernstein (Fernsehserie, Episode 2x05)
- 2015: Killer Beach (The Sand)
- 2016: Love is Love? Wenn deine Liebe verboten ist (Love Is All You Need?)
- 2016: Bizaardvark (Fernsehserie, Episode 1x10)
- 2016–2017: School of Rock (Fernsehserie, 2 Episoden)
- 2017: Young & Hungry (Fernsehserie, Episode 5x05)
- 2017: Idiotsitter (Fernsehserie, 2 Episoden)
- 2017: Zuhause bei Raven (Raven’s Home, Fernsehserie, Episode 1x09)
- 2017: Fatties: Take Down the House
- 2018: Mr. Malevolent
- 2019: Weird City (Fernsehserie, Episode 1x03)
- 2021: Dad Stop Embarrassing Me! (Fernsehserie, Episode 1x07)